# 何善
何善（1433年—？），字惟吉，江西臨江府新淦縣人，民籍，明朝政治人物。進士出身。

## 生平
早年出身國子生，江西鄉試第七十二名。成化十一年（1475年）乙未科會試第二百七十五名，殿試登進士第三甲第八十二名。

## 家族
曾祖父何務榮。祖父何自□。父亲何貞，曾任教授 封刑部員外郎。